# Still Life: American Concert 1981
Pour les articles homonymes, voir Still Life.
Albums de The Rolling Stones
Tattoo You
(1981) Undercover
(1983)
Singles
1. Going to a Go-Go
Sortie : 2 juin 1982

Still Life: American Concert 1981 est un album live des Rolling Stones paru en 1982.

## Titres
Toutes les chansons sont de Mick Jagger et Keith Richards, sauf indication contraire. L’Intro est un enregistrement studio de Duke Ellington datant de 1941, et l’Outro, un extrait du concert de Woodstock (1969).
1. Intro : « Take the "A" Train » (Billy Strayhorn) – 0:27
2. Under My Thumb – 4:18
3. Let's Spend the Night Together – 3:51
4. Shattered – 4:11
5. Twenty Flight Rock (Eddie Cochran, Ned Fairchild) – 1:48
6. Going to a Go-Go (Smokey Robinson, Pete Moore, Bobby Rogers, Marv Tarplin) – 3:21
7. Let Me Go – 3:37
8. Time Is on My Side (Norman Meade) – 3:39
9. Just My Imagination (Running Away with Me) (Norman Whitfield, Barrett Strong) – 5:23
10. Start Me Up – 4:21
11. (I Can't Get No) Satisfaction – 4:24
12. Outro : Star Spangled Banner (trad. arr. Jimi Hendrix) – 0:48

## Musiciens

### The Rolling Stones
- Mick Jagger : chant, guitare
- Keith Richards : guitare, chœurs
- Ron Wood : guitare
- Bill Wyman : basse
- Charlie Watts : batterie

### Musiciens supplémentaires
- Ian Stewart : piano
- Ernie Watts : saxophone

## Classements hebdomadaires
| Classement (1982)             | Meilleure position |
| ----------------------------- | ------------------ |
| Allemagne (Media Control AG)  | 4                  |
| Autriche (Ö3 Austria Top 40)  | 2                  |
| Canada (RPM)                  | 1                  |
| États-Unis (Billboard 200)    | 5                  |
| Italie (FIMI)                 | 16                 |
| Norvège (VG-lista)            | 3                  |
| Nouvelle-Zélande (RIANZ)      | 6                  |
| Pays-Bas (Mega Album Top 100) | 1                  |
| Royaume-Uni (UK Albums Chart) | 4                  |
| Suède (Sverigetopplistan)     | 1                  |

## Certifications
| Pays                  | Certification |
| --------------------- | ------------- |
| Canada (Music Canada) | Platine       |
| Espagne (PROMUSICAE)  | Or            |
| États-Unis (RIAA)     | Platine       |
| Royaume-Uni (BPI)     | Or            |